# Felipe Banguero
Felipe Banguero Millán (Medellín, Antioquia; 31 de diciembre de 1988) es un exfutbolista colombiano. Jugaba como lateral.

## Trayectoria

### Inicios
Llegó a las divisiones inferiores del Deportivo Cali, en el año 2007 y en cual se mantuvo hasta el año 2009 sin tener la oportunidad de jugar como profesional. Paralelamente cursó hasta sexto semestre de Comunicación Social, ya al entrar al fútbol profesional dejó aplazada la carrera.
Es apodado por algunos como "Frozono" por su gran parecido físico con el personaje de la película Los Increíbles.

### Envigado F. C. e Independiente Medellín
El Deportivo Cali lo prestó a la Cantera de héroes a inicios del año 2010 y allí hizo su debut como jugador profesional por Copa Colombia.
A inicios del año 2011 es nuevamente cedido al equipo de la capital de la montaña donde no disputó ningún encuentro.

### Deportivo Rionegro
A inicios del año 2012 llegó al Deportivo Rionegro de la Categoría Primera B. Su debut fue el 22 de julio de 2012 en un partido en el que su equipo Deportivo Rionegro, perdió 2-1 contra el Unión Magdalena en la ciudad de Santa Marta, en el Torneo de la Primera B del Fútbol Profesional Colombiano. En este equipo antioqueño se mantuvo hasta finales del año 2014.

### Alianza Petrolera
A inicios del año 2015 pasa al Alianza Petrolera de la ciudad de Barrancabermeja. En este equipo hizo su debut en la Categoría Primera A el día 8 de febrero de 2015 en un partido en el cual el equipo barranqueño empató 0-0 con el Boyacá Chicó en la ciudad de Tunja.

### Deportivo Cali
En el mes de enero de 2016,  regresa al Deportivo Cali y hace su debut en el partido en el que el club verdiblanco pierde 0-3 contra el Atlético Nacional el 28 de enero de 2016 por la final de la Superliga de Colombia del año 2016.

En el equipo caleño permanece todo este año 2016 alternando la titularidad de la franja izquierda.

### Millonarios
El miércoles 21 de diciembre de 2016  se anuncia su vinculación a Millonarios Fútbol Club de Bogotá en calidad de préstamo por un año.
Sus primeros partidos no oficiales en los que vistió la casaca azul fueron contra River Plate de la Argentina jugando 45 minutos y las Chivas USA a quien le anotó gol en la victoria 3-0 de Millonarios.
Debutaría el 8 de julio en la primera fecha del Torneo Finalización en el empate a un gol como visitantes frente a Independiente Medellín. Termina siendo el titular indiscutido del equipo, en diciembre gana su primer título como profesional, siendo este el título del Torneo Finalización 2017.
El 11 de diciembre de 2018 se anuncia su renovación por 2 años con Millonarios Fútbol Club. El 30 de diciembre de 2020 se anuncia su renovación por un año más. En 2021 fue subcampeón del Torneo Apertura.

### Once Caldas
El 12 de diciembre de 2021 se anuncia la contratación de Felipe Banguero por parte de Once Caldas de Manizales para la temporada 2022.

## Estadísticas
| Club                          | Temporada           | Liga  | Liga  | Copa Nacional | Copa Nacional | Copa Internacional | Copa Internacional | Total | Total |
| Club                          | Temporada           | Part. | Goles | Part.         | Goles         | Part.              | Goles              | Part. | Goles |
| ----------------------------- | ------------------- | ----- | ----- | ------------- | ------------- | ------------------ | ------------------ | ----- | ----- |
| Deportivo Rionegro · Colombia | 2012                | 25    | 0     | —             | —             | —                  | —                  | 25    | 0     |
| Deportivo Rionegro · Colombia | 2013                | 32    | 0     | 3             | 0             | —                  | —                  | 35    | 0     |
| Deportivo Rionegro · Colombia | 2014                | 40    | 0     | 4             | 0             | —                  | —                  | 44    | 0     |
| Deportivo Rionegro · Colombia | Total               | 97    | 0     | 7             | 0             | 0                  | 0                  | 104   | 0     |
| Alianza Petrolera · Colombia  | 2015                | 38    | 0     | 0             | 0             | —                  | —                  | 38    | 0     |
| Alianza Petrolera · Colombia  | Total               | 38    | 0     | 0             | 0             | 0                  | 0                  | 38    | 0     |
| Deportivo Cali · Colombia     | 2016                | 22    | 0     | 1             | 0             | 5                  | 0                  | 28    | 0     |
| Deportivo Cali · Colombia     | Total               | 22    | 0     | 1             | 0             | 5                  | 0                  | 28    | 0     |
| Millonarios · Colombia        | 2017                | 24    | 0     | 3             | 0             | —                  | —                  | 27    | 0     |
| Millonarios · Colombia        | 2018                | 32    | 0     | 4             | 0             | 9                  | 0                  | 45    | 0     |
| Millonarios · Colombia        | 2019                | 36    | 0     | 2             | 0             | —                  | —                  | 38    | 0     |
| Millonarios · Colombia        | 2020                | 5     | 0     | 0             | 0             | —                  | —                  | 5     | 0     |
| Millonarios · Colombia        | 2021                | 3     | 0     | 0             | 0             | —                  | —                  | 3     | 0     |
| Millonarios · Colombia        | Total               | 100   | 0     | 9             | 0             | 9                  | 0                  | 118   | 0     |
| Total en su carrera           | Total en su carrera | 257   | 0     | 17            | 0             | 14                 | 0                  | 290   | 0     |

## Palmarés

### Campeonatos nacionales
| Título                | Club        | País     | Año  |
| --------------------- | ----------- | -------- | ---- |
| Torneo Finalización   | Millonarios | Colombia | 2017 |
| Superliga de Colombia | Millonarios | Colombia | 2018 |

#### Campeonatos amistosos
| Título            | Club        | País     | Año  |
| ----------------- | ----------- | -------- | ---- |
| Torneo Fox Sports | Millonarios | Colombia | 2019 |